# Marnaz
Marnaz település Franciaországban, Haute-Savoie megyében. Lakosainak száma 5920 fő (2022. január 1.). Marnaz Mont-Saxonnex, Le Reposoir, Scionzier, Thyez és Vougy községekkel határos.

## Népesség
A település népességének változása:
| Lakosok száma | 5202 | 5365 | 5561 | 5521 | 5607 | 5642 | 5735 | 5827 | 5920 |
|               | 2013 | 2015 | 2016 | 2017 | 2018 | 2019 | 2020 | 2021 | 2022 |